# Pariambia aprepes
Pariambia aprepes är en fjärilsart som beskrevs av George Francis Hampson 1908. Pariambia aprepes ingår i släktet Pariambia och familjen nattflyn. Inga underarter finns listade i Catalogue of Life.